# (330) Adalberta
(330) Adalberta est un astéroïde de la ceinture principale découvert par Max Wolf le 2 février 1910.

## Nom
Un objet découvert le 18 mars, 1892, par Max Wolf avait comme nom provisoire "1892 X" s'est vu attribuer le nom 330 Adalberta, mais a été perdu et jamais retrouvé. En 1982, il a été reconnu que son observation était erronée, l'objet qu'il avait cru observer était en fait une étoile. Cette même année, le nom (330) Adalberta a été donné à un autre objet découvert en 1910.
Max Wolf a nommé l’astéroïde en l’honneur de son beau-père Adalbert Merx.